# 田中玄朗
田中 玄朗（たなか げんろう、1963年6月13日 - ） は日本のテレビプロデューサー。JCTVに所属。

## テレビ番組
1993年
- We（テレビ朝日）

2000年
- himico.tv（BS朝日）

2003年
- ベストヒットUSA（BS朝日）

2010 - 2014年
- 水彩物語（テレビ朝日）

2012年
- キラキラGirly mama（テレビ朝日）

2014年
- 100秒ドライブ（テレビ朝日）

2015年
- ミライの鏡（テレビ朝日）
- 昭和偉人伝（BS朝日）

## ビデオ作品
1993年
- 魔物ハンター妖子スーパー・ミュージック・クリップ

## その他
1989年
- COMPLEX1989ツアーパンフレット（ペイントボックス制作）